# Soekarja Somadikarta
Soekarja Somadikarta (* 21. April 1930 in Bandung, Westjava) ist ein indonesischer Ornithologe. Er gilt als Pionier der systematischen Vogelbeobachtung in Indonesien.

## Leben
1952 wurde Somadikarta Dozent an der Universität Indonesia. Er beteiligte sich aktiv an der Campus-Organisation und war häufig Gastwissenschaftler an mehreren staatlichen Universitäten. Am 29. Mai 1959 wurde er an der Mathematisch-Naturwissenschaftlichen Fakultät der Freien Universität Berlin in West-Berlin zum Doktor der Naturwissenschaften promoviert. Von 1978 bis 1984 war er Dekan der Fakultät für Mathematik und Naturwissenschaften der Universität Indonesia. Im Jahr 2000 ging er als Professor Emeritius in den Ruhestand. Er ist Redakteur einiger Schriften und Journale über Biologie, darunter Indonesian National Encyclopedia, Tropical Biodiversity und The Trust for Oriental Ornithology. Einige seiner Artikel wurden auch in internationalen Fachzeitschriften veröffentlicht, darunter Catalogue des types d’oiseaux des collections du Museum d’Histoire Naturelle de Paris im Journal Zoosystem und The identity of Marquesan swiftlet Collocalia ocista Oberhoiser im Bulletin of the British Ornithologists’ Club. Zusammen mit Forscherkollegen schrieb er ein dreibändige Werk über die Problematik der Schwalbenzucht.
Somadikarta war an den Erstbeschreibungen zum Togiankauz (Ninox burhani) sowie zu den Unterarten Aerodramus ocistus gilliardi, Collocalia linchi dedii  und Collocalia linchi ripleyi beteiligt.
2010 wurde Somadikarta zum Ehrenpräsidenten auf dem International Ornithological Congress in Campos do Jordão gewählt. 2011 erhielt er den Habibie-Award, benannt nach dem ehemaligen indonesischen Staatspräsidenten Bacharuddin Jusuf Habibie, auf dem Gebiet der Grundlagenwissenschaften.

## Dedikationsnamen
Mochamad Indrawan, Sunarto Sunarto und Pamela C. Rasmussen benannten 2008 den Togianbrillenvogel (Zosterops somadikartei) zu Ehren von Soekarja Somadikarta.